# ニコラス・ハンネン

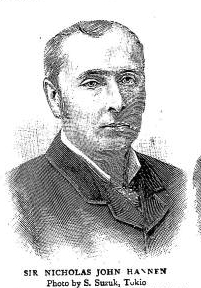
サー・ニコラス・ハンネン - 英国高等領事裁判所・主席判事

サー・ニコラス・ハンネン（Sir Nicholas Hannen、1842年8月24日 - 1900年4月27日）は、中国、日本で活躍したイギリスの外交官、裁判官、弁護士。1891年から1900年まで上海の英国高等領事裁判所の主席判事を務め、1891年から1897年までは上海総領事を兼任した。1881年から1891年までは横浜英国領事裁判所の判事を務め、この間にノルマントン号事件の裁判を担当している。兄のジェームズ・ハンネン（James Hannen）は19世紀の著名な英国の判事であり、息子のニコラス・ボウ・ハンネン（Nicholas "Beau" Hannen）は20世紀初頭から中盤にかけての、有名な俳優であった。

## 若年時
ロンドンの商人だったジェームズ・ハンネンの6男として、1842年8月24日に生まれた。シティ・オブ・ロンドン・スクール及びユニヴァーシティ・カレッジ・ロンドンに学び、1862年に学士号を取得、論理学と道徳哲学では名誉賞を取得している。その後インナー・テンプルで法廷弁護士の資格を習得し、1866年には上海共同租界に移住して、弁護士としての経験を積んだ。1869年にはジェシー・ウッドハウスと結婚している。

## 経歴
ハンネンの中国および日本での経歴は以下の通りである：
- 1871年 - 1874年：英国高等領事裁判所・判事補代理（拠点は横浜）
- 1878年 - 1881年：最高法廷弁護士（上海）
- 1881年 - 1891年：横浜領事裁判所判事
- 1881年 - 1883年：英国高等領事裁判所・主席判事代理
- 1891年 - 1900年：英国高等領事裁判所・主席判事
- 1891年 - 1897年：在上海英国総領事

1871年から1874年までは、横浜に在住しながら英国高等領事裁判所の判事補代理を務めていた。その後上海に戻り、しばらくは民間の弁護士として活動した。1878年に植民地における最高法務官に相当する最高法廷弁護士（Crown Advocate）に任じられた。最高法廷弁護士は常勤職ではなく、公務に支障がない限り、一般の弁護活動も行うことができた。1881年、横浜領事裁判所の判事に任命された。しかし、上海の英国高等領事裁判所の主席判事に任命されたリチャード・レニー（Richard Rennie）が到着せず、その間、高等領事裁判所の主席判事代理を兼任した 。この横浜領事裁判所の判事時代にノルマントン号事件の裁判を担当している。
1891年にレニーが引退すると、ハンネンは高等領事裁判所の主席判事兼上海総領事に任命された。主席判事が総領事を兼任したのは、彼が最初で最後である。この兼任に関しては上海在住の外国人から反対を受けた。ハンネンの能力が問題視されたのではなく、一人が判事と外交官任務を兼ねることの批判であった。1897年に総領事職は辞し、判事補と上海領事を兼任していたジョージ・ジェイミーソンが総領事に任命された。ハンネンは1895年7月18日に、ウィンザー城においてナイトの称号を受け、1897年にはジュビリー・メダルを授章している。

## 死
1900年に主席判事を引退。上海を離れる予定の2週間前の同年4月27日に、肺炎からの心不全で死亡した。葬儀は上海のトリニティ教会で実施された。英国海軍の防護巡洋艦ハーマイオニー（HMS Hermione）の海兵隊員が儀仗兵を務めた 。
遺体は火葬され、遺灰は英国に戻された。1907年、彼の遺灰はバークシャー州ウォーグレイブ（Wargrave）の聖メリー教会にハンネンの家族が建てた、ハンネン聖廟（納骨堂）に安置された。
ハンネンの後任の主席判事はハイラム・ショウ・ウィルキンソンであったが、ウィルキンソンは横浜領事裁判所判事、上海最高法廷弁護士としても、ハンネンの後任を務めていた。
上海には彼を記念したハンネン路（海能路）があったが、現在は海南路に名称変更されている。

## 参考資料
1. 1 2  Obituary, North China Herald, 2 May 1900, p 766
2. ↑  North China Herald, 15 February 1871, p98
3. ↑  London and China Telegraph 9 December 1878, p1045
4. ↑  London Gazette, 10 January 1882, p93
5. ↑  North China Herald, 1 November 1881, p 451 and Straits Times, 8 January 1883, p2
6. ↑  North China Herald, 20 February 1891, p189
7. ↑  North China Herald, 13 March 1891 p305
8. ↑  Hansard, 10 August 1898, Appropriation Bill Debate
9. ↑  Edinburgh Gazette, 6 August 1895, p1147
10. ↑  Obituary, North China Herald, 2 May 1900 p766
11. ↑  North China Herald, 2 May 1900, p785
12. ↑  Description of the Hannen Mausoleum on the Mausolea & Monuments Trust website www.mausolea-monuments.org.uk.